# Piptadeniastrum africanum
Piptadeniastrum africanum ist ein Baum in Familie der Hülsenfrüchtler aus der Unterfamilie der Mimosengewächse aus West- und Zentralafrika bis in den Sudan. Es ist die einzige Art der Gattung Piptadeniastrum.

## Beschreibung
Piptadeniastrum africanum wächst als meist laubabwerfender Baum bis zu 50 Meter hoch. Der Stammdurchmesser erreicht bis zu 1,8–3 Meter. Es werden dünnere und meterhohe, -breite Brettwurzeln ausgebildet. Die bräunliche bis grau-braune Borke ist glatt bis leicht rissig, mit Quer-, Ringmarken.
Die wechselständigen und kurz gestielten Laubblätter sind doppelt gefiedert mit 20–38 Fiedern. Die Fiedern enthalten 50–120 kleine, sitzende und längliche, rundspitzige Blättchen. Sie sind ganzrandig, etwas bewimpert, schmal, 1–1,5 Millimeter breit und bis etwa 7–8,5 Millimeter lang und an der Basis meistens ungleich. Der kurze Blattstiel ist bis 3 Zentimeter lang. Die kleinen Nebenblätter fallen früh ab.
Es werden end- oder achselständige, dichte und vielblütige, ährenförmige, zylindrische, kürzere, falsche Trauben gebildet, die oft zu mehreren zusammen erscheinen.
Die zwittrigen, sehr kleinen und kurz gestielten, weißlichen bis gelblichen Blüten sind fünfzählig mit doppelter Blütenhülle. Der sehr klein gezähnte, becherförmige Kelch ist etwa 0,5 Millimeter groß. Die 2,5–3 Millimeter langen Petalen sind frei und länglich bis eilanzettlich. Es sind 10 an der Basis verwachsen, etwas vorstehende und mit einer Drüse besetzte Staubblätter vorhanden. Der gestielte, kahle Fruchtknoten ist oberständig mit einem schlanken Griffel.
Es werden flache, linealische und einseitig öffnende, dunkelbraune, kurz bespitzte, kahle Hülsenfrüchte gebildet, sie sind 13–36 Zentimeter lang und 1,5–3 Zentimeter breit. Sie enthalten bis zu 9 geflügelte Samen. Die orange-braunen, glänzenden Samen sind sehr flach und rundum, elliptisch geflügelt; an den Enden lang und seitlich kurz, der geaderte Flügel ist dünn und papierig, mit Flügel sind sie 3–9,5 Zentimeter lang.
Die Chromosomenzahl beträgt 2n = 26.

## Taxonomie
Die Erstbeschreibung des Basionyms Piptadenia africana erfolgte 1849 durch Joseph Dalton Hooker in W.J.Hooker, Niger Fl.: 330. Die Umteilung in die neue Gattung Piptadeniastrum zu Piptadeniastrum africanum  erfolgte 1955 durch John Patrick Micklethwait Brenan in Kew Bull. 10(2): 179.

## Verwendung
Die giftige Rinde wird als Pfeil- oder Fischgift sowie zur Ratten- und Mäusebekämpfung verwendet. Auch wird sie zur Folter verwendet.
Die Rinde, die Blätter und Wurzel werden medizinisch genutzt.
Das mittelschwere, gut beständige, dunkle Holz wird vielfältig verwendet. Es ist bekannt als Dabéma oder Dahoma sowie African greenheart.